# Shannon National Park
Shannon National Park är en park i Australien. Den ligger i delstaten Western Australia, omkring 300 kilometer söder om delstatshuvudstaden Perth.
Trakten runt Shannon National Park är nära nog obefolkad, med mindre än två invånare per kvadratkilometer.. Det finns inga samhällen i närheten.
I omgivningarna runt Shannon National Park växer i huvudsak städsegrön lövskog. Genomsnittlig årsnederbörd är 1 208 millimeter. Den regnigaste månaden är maj, med i genomsnitt 210 mm nederbörd, och den torraste är februari, med 16 mm nederbörd.